# Катастрофа Boeing 737 под Импхалом
Катастрофа Boeing 737 под Импхалом — крупная авиационная катастрофа, произошедшая 16 августа 1991 года. Авиалайнер Boeing 737-2A8 авиакомпании Indian Airlines выполнял внутренний рейс IC 257 по маршруту Калькутта—Импхал—Димапур, но при посадке в Импхале врезался в горный хребет Тангджинг. Погибли все находившиеся на его борту 69 человек — 63 пассажира и 6 членов экипажа.

## Самолёт
Boeing 737-2A8 (регистрационный номер VT-EFL, заводской 21497, серийный 504) был выпущен в 1977 году (первый полёт совершил 17 ноября). 28 ноября того же года был передан авиакомпании Indian Airlines, от которой с 26 августа 1981 года по 5 марта 1984 и с 1 мая 1986 года по 1 мая 1987 года сдавался в лизинг ВВС Индии (борт K2371). Оснащён двумя турбореактивными двигателями Pratt & Whitney JT8D-17A. На день катастрофы совершил 33 574 цикла «взлёт-посадка» и налетал 29 729 часов.

## Экипаж
Состав экипажа рейса IC 257 был таким:
- Командир воздушного судна (КВС) — 37-летний Сехар Халдар (англ. Sekhar Haldar). Опытный пилот, в авиакомпании Indian Airlines проработал 6 лет и 2 месяца (с 22 мая 1985 года). Управлял самолётом Fokker F-27. В должности командира Boeing 737 — с 27 ноября 1989 года (до этого управлял им в качестве второго пилота). Налетал 3783 часа, 2369 из них на Boeing 737 (1115 из них в качестве КВС).
- Второй пилот — 26-летний Д.Б. Рой Чоудхури (англ. D.B. Roy Choudhury). Малоопытный пилот, устроился в авиакомпанию Indian Airlines 24 февраля 1989 года (проработал в ней 2 года и 5 месяцев) вторым пилотом Boeing 737. Налетал 1647 часов, 1397 из них на Boeing 737.

В салоне самолёта работали четыре стюардессы:
- Сурия Сит (англ. Suriya Seat),
- Сипра Маджумдар (англ. Sipra Majumdar),
- Миноти Рэй (англ. Minoti Ray),
- Сонали Рой (англ. Sonali Roy).

## Катастрофа
Рейс IC 257 вылетел из Калькутты в 11:54 IST, на его борту находились 6 членов экипажа и 63 пассажира (среди них был 1 младенец).
В 12:39 лайнер начал заход на посадку на ВПП №04 аэропорта Импхал, видимость в этот момент составляла 7 километров. В 12:44 аэропорт Импхал потерял связь с рейсом IC 257, когда он находился на высоте 1500 метров и заходил на посадку по приборам. Минуту спустя лайнер врезался в гору хребта Танджинг в 38 километрах от аэропорта Импхал, все 69 человек на его борту погибли. Поисково-спасательные работы были затруднены плохими погодными условиями и гористой местностью.

## Расследование
Расследование причин катастрофы рейса IC 257 проводил Государственный авиационный комитет Индии (DGCA).
Согласно окончательному отчёту расследования, причиной катастрофы стала «ошибка со стороны командира, который не придерживался плана полёта и схемы ILS и не понимал, что его ранний спуск до 3000 метров и поворот направо приведёт к потере ориентирования в холмистой местности. На действия командира воздушного судна, возможно, повлияло то, что он был знаком с местностью».

## Последствия катастрофы
Авиакомпания Indian Airlines выплатила компенсации семьям погибших в размере 500 000 индийских рупий за каждого взрослого пассажира и 250 000 йен за одного пассажира-младенца.